# Luki Botha
Lukas "Luki" Botha, född 16 januari 1930 i Pretoria, död 17 oktober 2006, var en sydafrikansk racerförare. 

## Racingkarriär
Botha startade i en privat Brabham-Climax i sitt hemmalopp i Sydafrika 1967 men fick ingen placering eftersom han fick hjälp från publiken och dessutom körde för få varv.
Han körde även i den sydafrikanska serien samma år tills i juli då han kraschade våldsamt i ett lopp i Moçambique och dödade åtta åskådare. Botha klarade sig men slutade tävla i racing.